# Corruzione

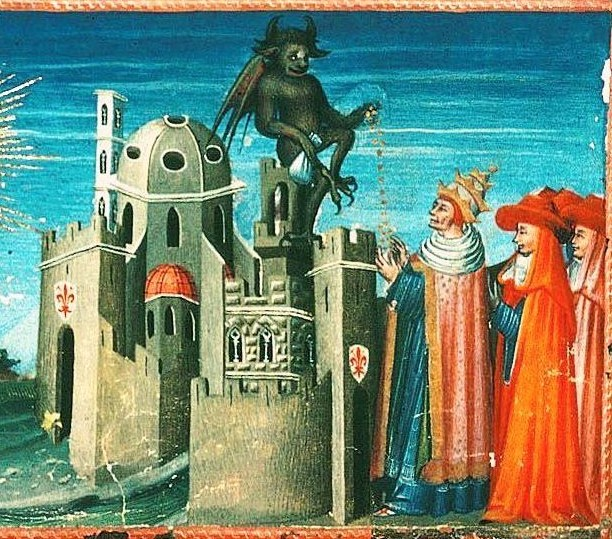
Dettaglio da un'illustrazione di Giovanni di Paolo del canto IX del Paradiso della Divina Commedia (1440 circa, British Library), in cui Folchetto da Marsiglia denuncia la corruzione di alcuni uomini di chiesa, raffigurati nel gesto di ricevere ricchezze dal demonio.

La corruzione indica, in senso generico fisico-biologico, un processo di decomposizione e degenerazione.
In ambito sociale, il termine è specificamente riferito alla condotta di un soggetto che induce qualcuno, in cambio di denaro oppure di altre utilità o vantaggi, ad agire contro i propri doveri ed obblighi. Il fenomeno ha molte implicazioni, soprattutto dal punto di vista sociale e giuridico.

## Descrizione generale
Si parla di corruzione ambientale quando la corruzione non è un atto isolato, ma comune e quasi consuetudinario; in un sistema fortemente compromesso, i partecipanti col tempo si abituano alla corruzione fino al punto di considerarla come una prassi normale. L'effetto che si produce è una dannosa distorsione del sistema economico, oltre che un degrado morale della società. A volte si assiste anche ad una collusione tra enti pubblici e/o privati e criminalità organizzata.
Un simile sistema tende ad isolare ed estromettere gli onesti, perché questi, non avendo niente da rischiare da eventuali indagini, potrebbero danneggiare tutti gli altri coinvolgendo la magistratura. La corruzione endemica è tutt'oggi comune nei paesi sottosviluppati (essendo al tempo stesso causa e conseguenza del sottosviluppo), ed è stata la condizione più comune durante la storia; può essere interpretata come una forma di feudalesimo basata sulle cariche pubbliche anziché sui feudi.

### Corruzione e appalti
Fenomeni di corruzione vengono rilevati anche negli appalti pubblici e privati, ad esempio infrastrutture pubbliche, soggette per legge a bandi d'asta volti a migliorare la qualità e a ridurre i costi per effetto della libera concorrenza tra i partecipanti. In questo caso, la corruzione mira a modificare indebitamente il risultato della gara, violando le norme e creando un danno economico alla collettività (o al privato) per mancata riduzione dei costi, se non addirittura per una lievitazione di questi e dei tempi di completamento dell'opera, fino al caso limite della sua incompiutezza. Oltre a ciò, si il fenomeno viola il principio, sancito dalle norme, della libera concorrenza.

### Corruzione e concussione
Nella corruzione in senso generico il pubblico ufficiale o l'incaricato di pubblico servizio percepiscono l'utilità in seguito ad un accordo con il privato, viceversa, nella concussione il pubblico ufficiale sfrutta la propria posizione di supremazia o potere per costringere o comunque indurre il privato a corrispondere o promettere denaro o altre utilità.
Le due fattispecie criminose sono, pertanto, l'una l'opposto dell'altra. La giurisprudenza si è a questo proposito interrogata sul criterio che consenta di stabilire quando la dazione (detta "tangente") è frutto di accordo (corruzione) e quando invece è frutto di costrizione o induzione (concussione).

### Corruzione e traffico di influenze illecite
Il delitto di traffico di influenze illecite, disciplinato dall'art. 346 bis del codice penale, prevede al suo interno due modelli: il traffico di influenze per la mediazione verso un pubblico ufficiale ed il traffico di influenze per la corruzione di un pubblico ufficiale. Nel primo caso gli autori del reato concludono un accordo per svolgere una intermediazione nei confronti di un pubblico ufficiale (con remunerazione a favore del mediatore); nel secondo caso, invece, gli autori del reato formano un accordo per corrompere successivamente un p.u.
Corruzione e subornazione

Articolo del quotidiano La Nuova Sardegna del 5 giugno 1997 che riporta la trascrizione di un tentativo di subornazione

La subornazione è l'atto di istigare una persona a violare un dovere che le è imposto dalla legge o da un obbligo socialmente rilevante. Questo concetto è frequentemente associato a reati che riguardano la giustizia, come la falsa testimonianza, la falsa perizia, o la fornitura di false informazioni agli organi di giustizia. Per il reato di false informazioni al pubblico ministero o al procuratore e per il reato di false dichiarazioni al difensore è prevista la reclusione fino a quattro anni, mentre per i reati di falsa testimonianza o falsa perizia la reclusione può arrivare ad un massimo di sei anni. In tutti i casi la condanna comporta l'interdizione dai pubblici uffici.

## Analisi economica

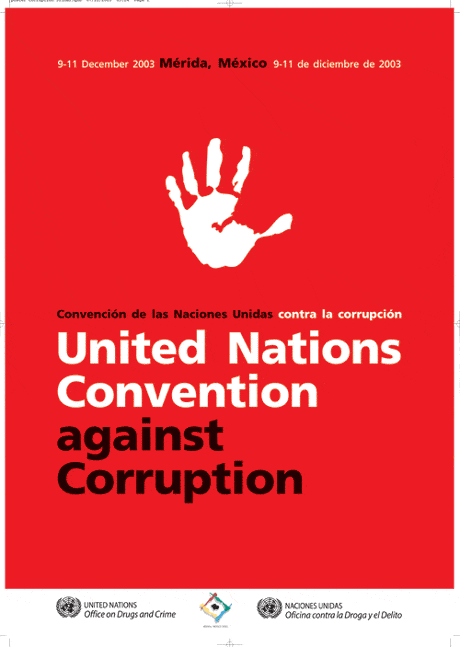
Convenzione delle Nazioni Unite contro la corruzione

Robert Klitgaard, esperto di corruzione, afferma che «la corruzione è un reato basato sul calcolo, non sulla passione. Le persone tendono a corrompere o a essere corrotte quando i rischi sono bassi, le multe e punizioni minime, e le ricompense grandi». Lo studioso dei fenomeni di corruzione semplifica affermando che la propensione alla corruzione può essere rappresentata dalla seguente formula:
C = M + S – R
dove C, la Corruzione, è tanto più probabile quanto più alta è la somma di Monopolio più Segretezza, meno Responsabilità, cioè responsabilità civile e penale. Nell'equazione di Klitgaard Monopolio e Segretezza hanno valori altissimi quando si tratta di acquisti/vendite del settore militare e l'unica maniera per diminuire la propensione alla corruzione è innalzare la probabilità di una punizione severa, cioè Responsabilità civile e penale. Il meccanismo di corruzione nel caso di un valore C molto alto equivale, nella teoria dei giochi, al caso di “n” persone nella situazione del dilemma del prigioniero, dove l'equilibrio si risolve con la convenienza per tutti della corruzione, cioè ogni “giocatore” - politico, portaborse, agente, ufficiale, e azienda venditrice - tende alla scelta che massimizza l'utile, cioè alla corruzione. Solo una rigorosissima Responsabilità penale e civile può rendere "sconveniente" la corruzione. Nel caso delle commesse militari, è infatti l'unica variabile che si può modificare, visto che la natura militare di una commessa non permette la diminuzione della segretezza (libera stampa, trasparenza) e una vera libera concorrenza (mercato controllato e monopsonico).
La formula di Klitgaard evidenzia dunque come un'elevata responsabilità civile e penale possa minimizzare la propensione alla corruzione. Dall'altra parte, le pene - più o meno severe - non costituiscono un credibile deterrente, in materia di responsabilità civile e penale, in assenza di strutture gestionali bene organizzate, persone qualificate preposte alla gestione, procedure gestionali rigorose, adeguati controlli e sistema giudiziario rapido ed efficiente.

## Nel mondo

Planisfero dei Paesi aderenti alla Convenzione delle Nazioni Unite contro la corruzione (UNCAC) alla data del 9 novembre 2010. In verde scuro i Paesi che l'hanno ratificata, in verde chiaro i Paesi candidati all'adesione, in arancione i Paesi che l'hanno firmata, in grigio gli altri Paesi.

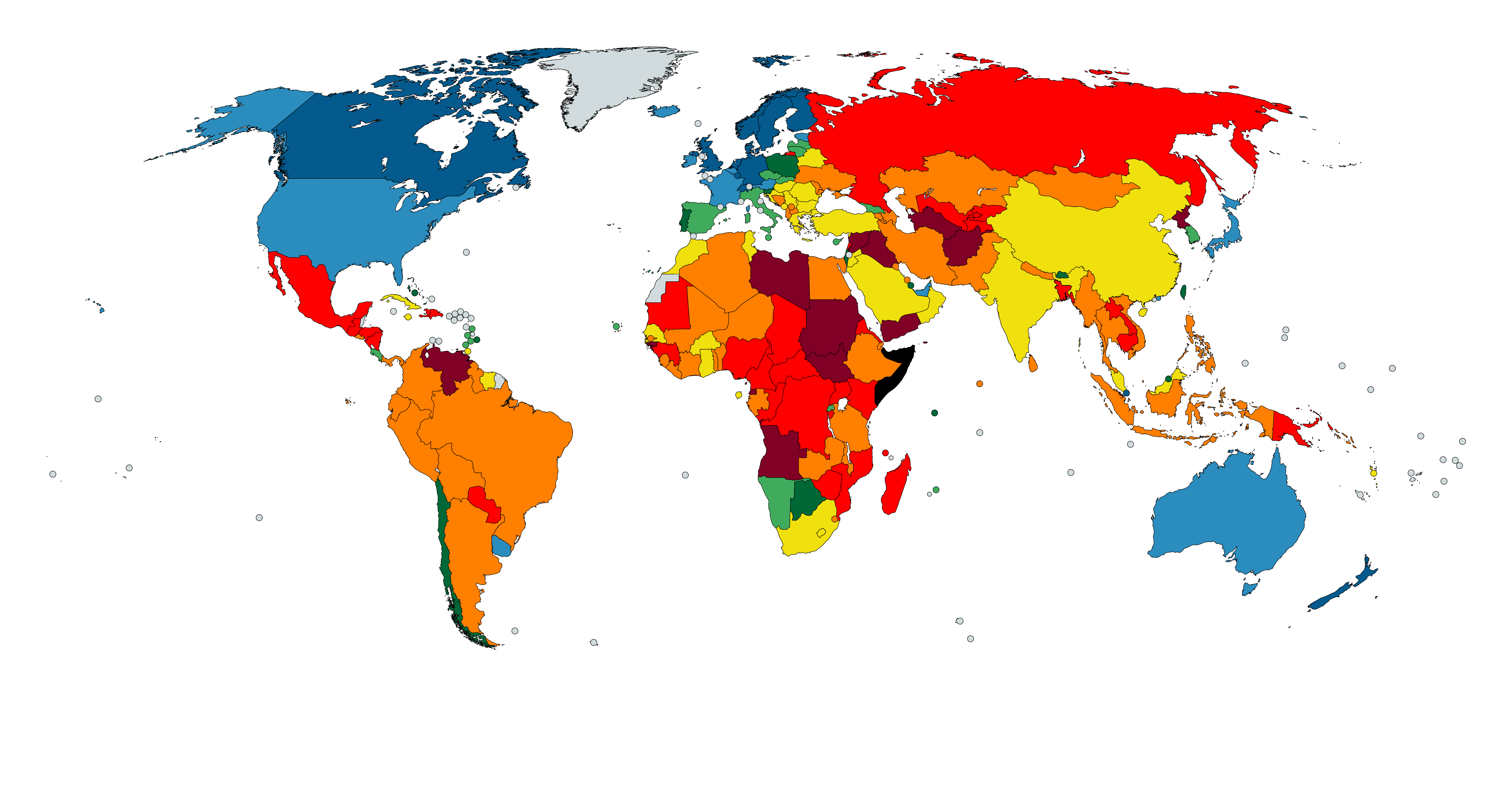
Planisfero della percezione di corruzione nel 2017, a cura di Transparency International, che rileva il "grado in cui è percepita la corruzione esistente tra pubblici ufficiali e politici". Un indice più elevato indica una percezione minore della corruzione, mentre valori minori indicano un alto grado di percezione.
80-89
70-79
60-69
50-59
40-49
30-39
20-29
10-19
0-9

80-89
     70-79
     60-69
     50-59
     40-49
     30-39
     20-29
     10-19
     0-9

### Malaysia

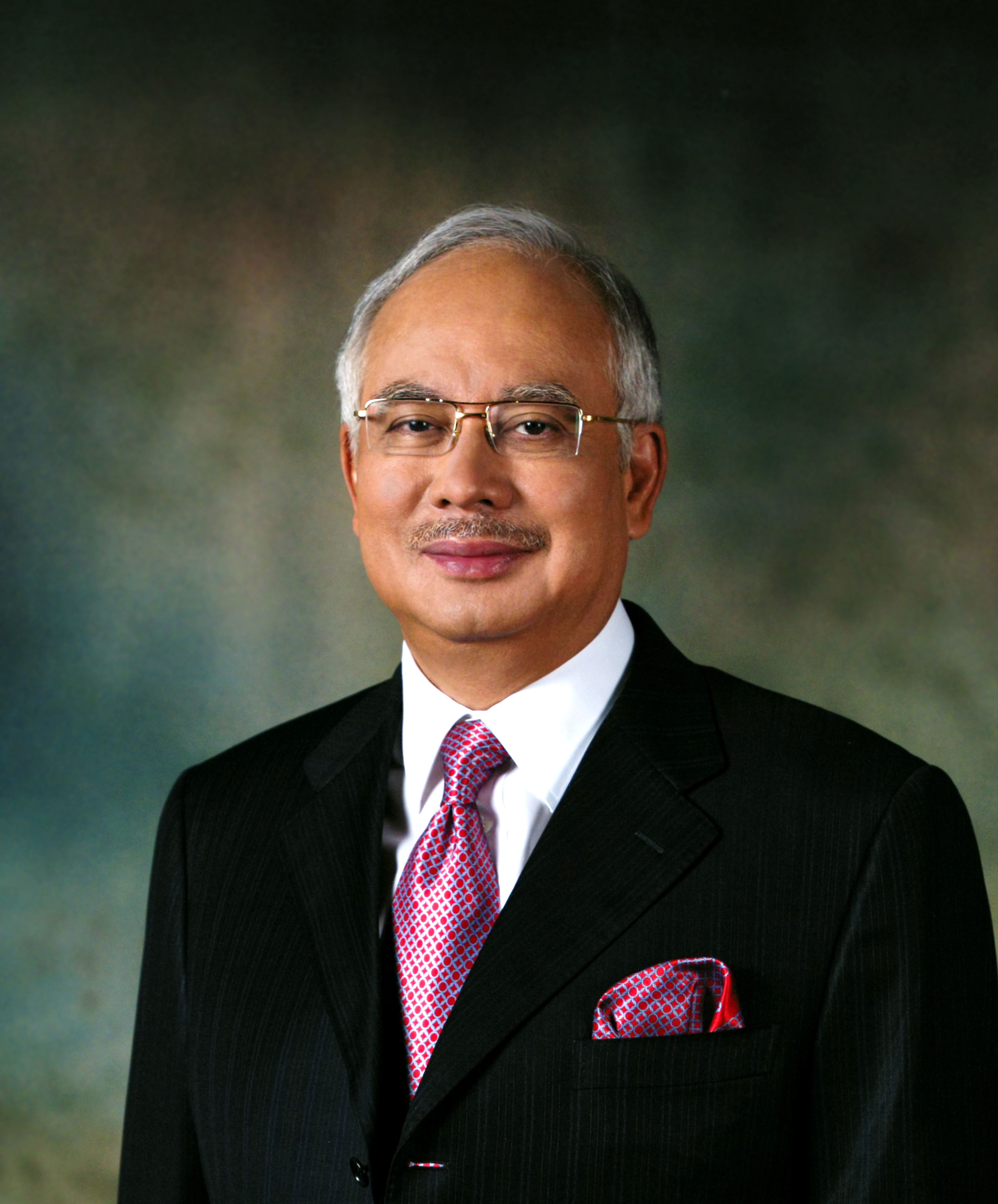
Najib Razak stato accusato di essersi appropriato e aver riciclato miliardi di dollari in relazione agli illeciti nella gestione del fondo sovrano malese 1MDB. Nel 2020, è stato condannato a una pena detentiva di 12 anni.

L'ex primo ministro della Malaysia, Najib Razak, è stato coinvolto in uno scandalo di corruzione. È stato accusato di appropriazione indebita di fondi dal fondo sovrano 1MDB (1Malaysia Development Berhad). Nel 2020, è stato dichiarato colpevole in un caso riguardante l'uso illecito di denaro dal conto personale dell'1MDB.

### Bulgaria
Secondo le analisi statistiche, la Bulgaria è lo Stato più corrotto d’Europa, con il PIL pro-capite più basso e il maggior numero di persone a rischio povertà al 40% oltre ad essere ultimo nella classifica della libertà di stampa, il più inquinato e con la più scarsa assistenza sanitaria. Il presidente Rumen Radev ha rinviato, a fine 2017, al Parlamento la nuova legge anticorruzione, considerata inefficace. La Bulgaria sperava di fare il passo decisivo per l’entrata in Schengen nel 2018 e la fiducia dei cittadini nelle istituzioni UE è maggiore rispetto a quella nel governo.

### Italia
In Italia il concetto di corruzione è riconducibile a diverse fattispecie criminose, disciplinate nel codice penale italiano; notevoli innovazioni in tema sono state apportate dalla legge Severino nel 2012. Nella storia dell'Italia contemporanea occupa un ruolo rilevante il vasto procedimento giudiziario denominato Mani pulite, una serie di inchieste condotte negli anni 1990 che rivelarono un alto livello di corruzione presente nel mondo politico ed imprenditoriale dell'epoca.

### Romania
Il rapporto pubblicato nel 2017 dal "Gruppo di Stati contro la corruzione" (GRECO), organo anticorruzione del Consiglio d'Europa, dice che la Romania ha ottenuto progressi minimi nell'applicazione delle raccomandazioni per la prevenzione e contrasto della corruzione a livello di membri del parlamento, giudici e procuratori; "la Romania ha applicato al 100% solo due delle 13 raccomandazioni incluse in una valutazione del 2016. Sette raccomandazioni non sono state applicate, mentre altre quattro solo a livello parziale". Il processo legislativo resta un motivo di preoccupazione a causa delle controversie e delle accuse legate a consultazioni inadatte, uso eccessivo delle procedure d'urgenza e mancanza di trasparenza. Nel 2017 sono state presentate una serie di proposte e controproposte legate a nomine, procedure disciplinari e altri aspetti, per tentare di incidere sull'indipendenza dell'Autorità giudiziaria.
La corruzione in Romania colpisce anche il sistema sanitario nazionale. Dal gennaio 2016 all’agosto 2017, con la complicità di funzionari statali, le aziende mediche private hanno redatto centinaia di dossier su pazienti "inventati" per il servizio di cura a domicilio e per ottenere soldi dalle assicurazioni. Il denaro incassato in parte veniva poi dato in forma di tangente ai funzionari delle assicurazioni. Secondo alcune fonti l'illegalità nella sanità romena farebbe sì che i cittadini romeni abbiano ormai interiorizzato la corruzione negli ospedali; sono essi stessi ad alimentarla per istinto di sopravvivenza; è diffusa la pratica di pagare sottobanco il medico cui ci si affida, per evitare liste d’attesa e ottenere un trattamento migliore. La Romania è all'ultimo posto nella classifica Euro Health Consumer Index (EHCI); Nel 2016 si trova all’ultimo posto, preceduta anche da Montenegro, Albania e Bulgaria.

### Russia
Aleksej Naval'nyj, attivista politico russo oppositore del presidente Vladimir Putin, afferma che i rapporti tra Russia e Italia si basano su collaborazioni economiche tra oligarchi e funzionari corrotti.
L'Italia è meta privilegiata dei soldi sporchi rubati in Russia, investimenti che portano con sé corruzione e criminalità organizzata.
Naval'nyj accusa Putin di farsi presidente a vita, costruendo «un sistema feudale basato sui clan», amici e figli di amici che ormai controllano l'85% dell'economia russa. 
Secondo l'opposizione russa vi deve essere un'equa distribuzione delle risorse naturali russe, la separazione tra il potere esecutivo e quello giudiziario, una limitazione dei poteri del presidente. Naval'nyj reputa i legami esistenti tra il governo di Putin e l'establishment italiano, in particolare con partiti specifici, incomprensibili e irritanti.

### Turchia
Il presidente turco Recep Tayyip Erdoğan viene accusato di corruzione dall'opposizione, guidata da Kemal Kılıçdaroğlu, leader del partito socialdemocratico CHP, per presunte conversazioni telefoniche tra Erdoğan e il figlio Bilal legate a fatti avvenuti nel 2013. In passato Erdoğan aveva già presentato numerose denunce contro Kılıçdaroğlu con richieste di risarcimento milionarie.

### Unione Europea
Nell'ambito dell'Unione europea, il Consiglio d'Europa ha istituito nel 1999 un organo apposito, il Gruppo di Stati contro la corruzione (GRECO), con un accordo fra 17 Stati membri. Il gruppo conta attualmente 49 membri ed è aperto anche a Stati che non fanno parte del Consiglio d'Europa, come la Bielorussia e gli Stati Uniti d'America.

## Letteratura e cinema
- The Financier (1912), Il titano (1914) e The Stoic (1947): Trilogia del Desiderio, serie di libri di Theodore Dreiser, basata sulla vita del finanziere Charles Yerkes
- Mr. Smith va a Washington, film di Frank Capra (1939)
- La rivolta di Atlante, romanzo di Ayn Rand (1957)
- Democracy: An American Novel, libro di Henry Brooks Adams (1880)
- Sick Puppy, libro di Carl Hiaasen (1999)
- V for Vendetta, serie di graphic novel creata da Alan Moore e David Lloyd, dalla quale è stato tratto il film V per Vendetta diretto da James McTeigue (2005)
- Ghost in the Shell, multimedia composto da manga, anime, videogames e romanzi di Masamune Shirow
- La fattoria degli animali, libro di George Orwell (1945)
- Training Day, film di Antoine Fuqua (2001)
- Ferite mortali, film di Andrzej Bartkowiak (2001)
- American Gangster, film di Ridley Scott (2007)
- Tutti gli uomini del re (All the King's Men), libro di Robert Penn Warren (1946)
- Guru, film di Mani Ratnam (2007)